# 福岡県道216号八幡停車場線
福岡県道216号八幡停車場線（ふくおかけんどう216ごう やはたていしゃじょうせん）は、福岡県北九州市八幡東区を通る一般県道である。

## 概要
JR九州鹿児島本線 八幡駅から福岡県道50号八幡戸畑線に至る一般県道である。「国際通り」の通称を持つ。両側の沿道には八幡駅前地区市街地再開発事業により再開発ビル「さわらびガーデンモール」が建設された。

### 路線データ
- 起点：北九州市八幡東区西本町（JR九州鹿児島本線 八幡駅前）
- 終点：北九州市八幡東区西本町（八幡駅前交差点、福岡県道50号八幡戸畑線交点）[3]
- 総延長：94 m

## 路線状況

### 通称
- 国際通り

## 地理

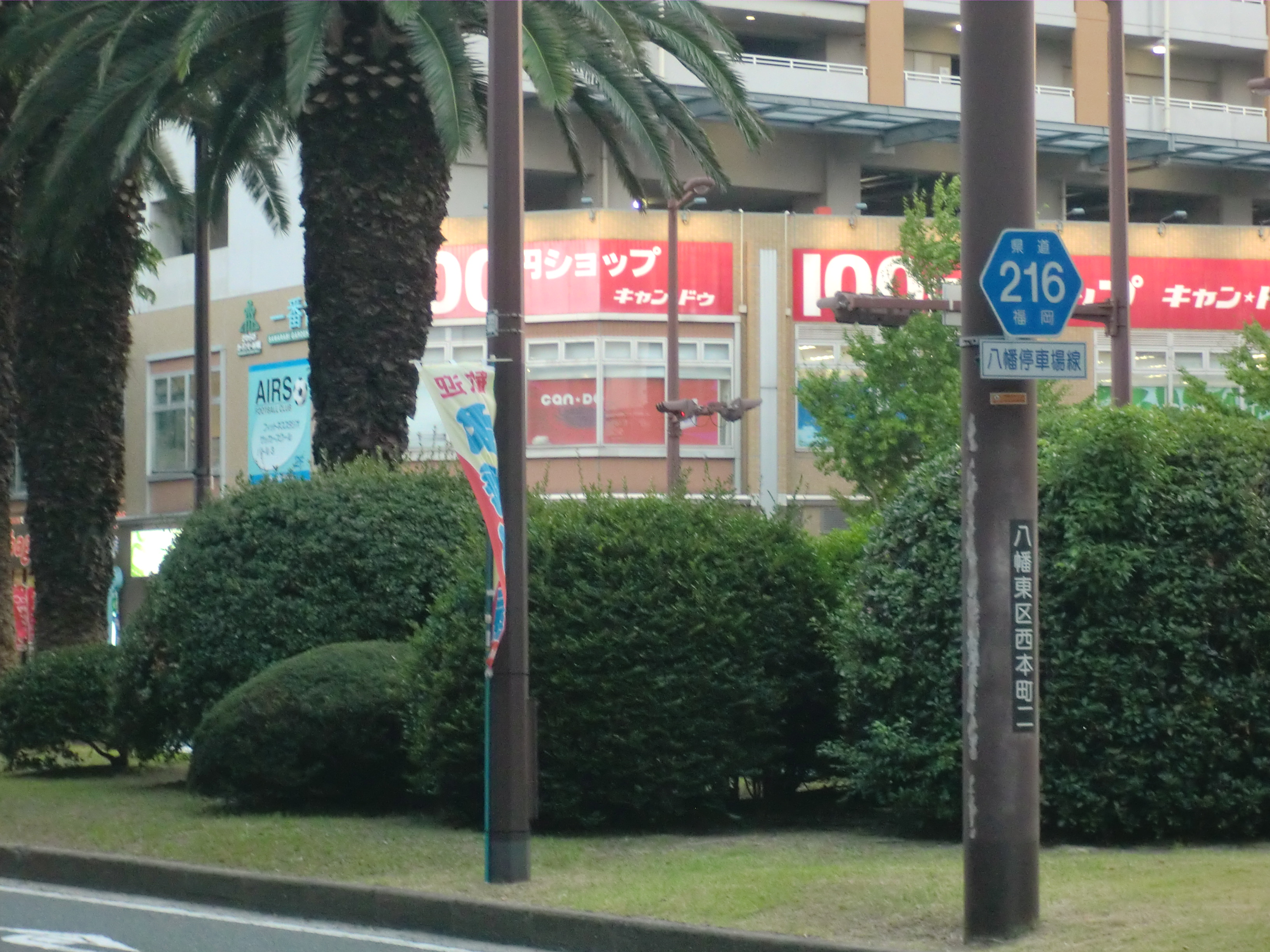
北九州市八幡東区西本町八幡駅付近

### 通過する自治体
- 北九州市（八幡東区）

### 交差する道路
| 交差する道路           | 交差する場所 | 交差する場所          |
| ---------------------- | ------------ | --------------------- |
| 福岡県道50号八幡戸畑線 | 西本町       | 八幡駅前交差点 / 終点 |

### 沿線
- JR九州鹿児島本線 八幡駅
- 福岡ひびき信用金庫本店
- 北九州市立高等理容美容学校